# Vallecrosia
Vallecrosia – miejscowość i gmina we Włoszech, w regionie Liguria, w prowincji Imperia.
Według danych na rok 2004 gminę zamieszkuje 7158 osób, 2386 os./km².
W miejscowości znajduje się stacja kolejowa Vallecrosia.